# Vauthiermont
Vauthiermont es una comuna francesa situada en el departamento del Territorio de Belfort, de la región de Borgoña-Franco Condado.

## Geografía
Está ubicada a 14 km al este de Belfort y fronteriza con Alto Rin.

## Historia
Entre 1871 y 1918, estaba en la frontera con Alemania.

## Demografía
| 127 | 127 | 146 | 174 | 183 | 203 | 236 | 227 |
| Para los censos de 1962 a 1999 la población legal corresponde a la población sin duplicidades (Fuente: INSEE [Consultar]) |     |     |     |     |     |     |     |